# Garigny
Garigny ist eine französische Gemeinde mit 220 Einwohnern (Stand: 1. Januar 2022) im Département Cher in der Region Centre-Val de Loire. Sie gehört zum Arrondissement Bourges und zum Gemeindeverband Berry-Loire-Vauvise. 

## Geografie
Garigny liegt im Berry etwa 40 Kilometer östlich von Bourges. Umgeben wird Garigny von den Nachbargemeinden Charentonnay im Norden, Jussy-le-Chaudrier im Nordosten, Précy im Osten, Menetou-Couture im Südosten, Saint-Hilaire-de-Gondilly im Süden, Mornay-Berry im Süden und Südwesten, Villequiers im Südwesten und Westen sowie Couy im Westen und Nordwesten.

## Bevölkerungsentwicklung
| Jahr                       | 1962 | 1968 | 1975 | 1982 | 1990 | 1999 | 2008 | 2019 |
| Einwohner                  | 364  | 307  | 266  | 222  | 245  | 248  | 219  | 223  |
| Quellen: Cassini und INSEE |      |      |      |      |      |      |      |      |

## Sehenswürdigkeiten
- Kirche Notre-Dame, Monument historique

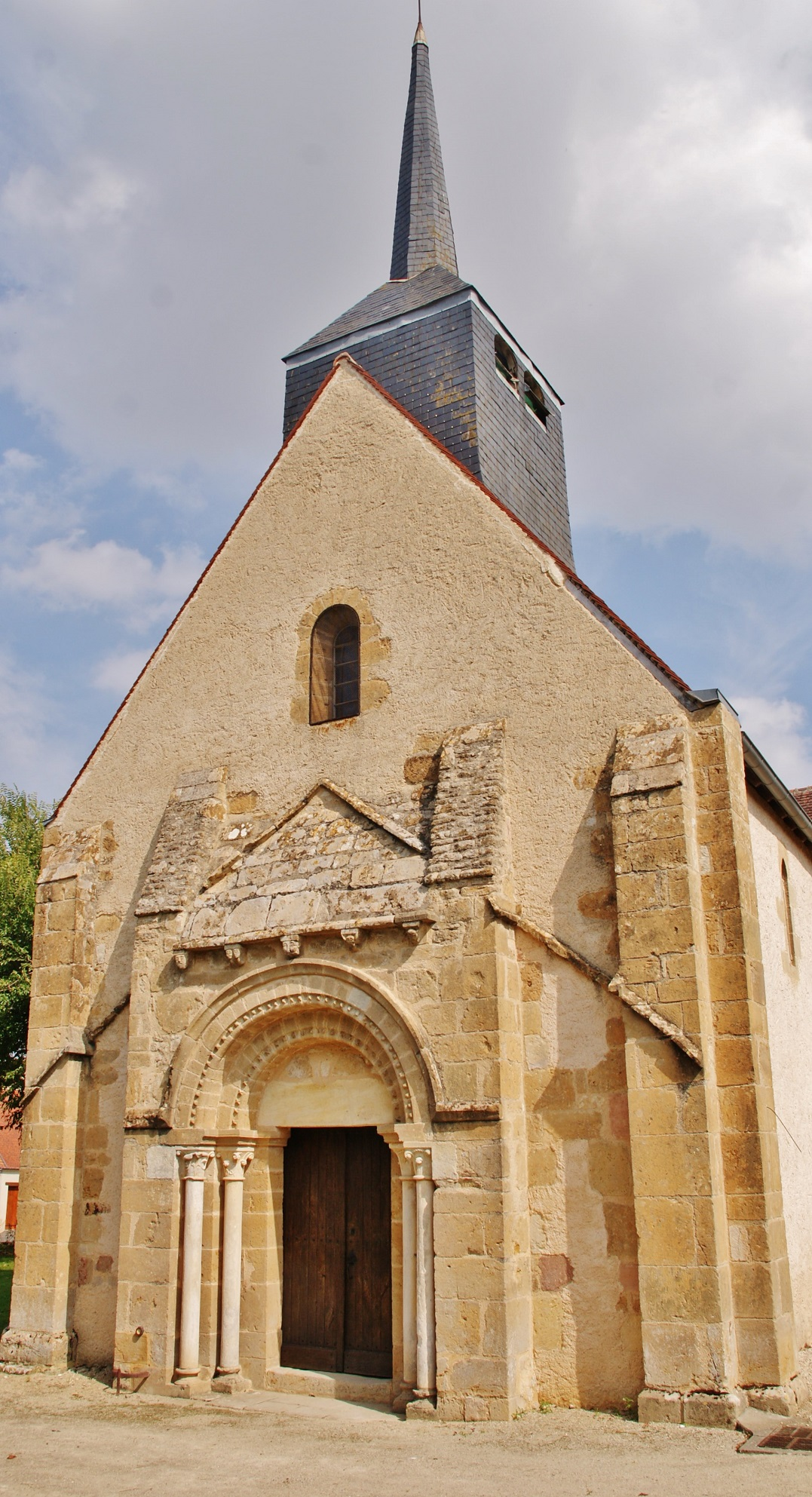
Kirche Notre-Dame